# 陳德 (明朝)
陳德（1330年—1378年），字至善，濠州（安徽凤阳）人，明朝初期军事将领。

## 生平
其早年在定远跟从朱元璋，晋升帳前都先鋒。后同其他将领一同攻下诸多城池，升为元帥。李伯升骚扰長興时候，陳德上前击败李。后援助南昌。当时朱元璋船搁浅，陳德力战，身中九箭而仍不退却，后攻下武昌，在舊館大败張士誠，接连升任天策衛親軍指揮使、僉大都督府事。后跟从徐达进攻中原，攻破汴梁。后征战山西，活捉喻仁，和其他大军攻破平陽、太原、大同，渡过黄河攻占奉元、鳳翔、秦州。后协助徐達圍張良臣于慶陽，并在古城大破擴廓，招降八万余人。
洪武三年，封臨江侯。次年，跟从傅友德进攻四川，攻破龍德、漢州，后大败吳友仁，攻下成都。之后任职左副將軍，与馮勝进攻漠北、甘肃。后出兵到朔方。后三战三捷。洪武七年，在北平练兵。后回乡，洪武十一年去世。追封杞國公，諡定襄。

## 家庭
其子陳鏞亦為軍事將領。